# Опеновка
Опе́новка (рос. Опёновка) — присілок у складі Ішимського району Тюменської області, Росія.
Населення — 196 осіб (2010, 227 у 2002).
Національний склад станом на 2002 рік:
- росіяни — 76 %